# Маћаш Ракоши
Маћаш Ракоши (мађ. Mátyás Rákosi; Ада, 9. март 1892 — Горки, 5. фебруар 1971) био је мађарски комуниста, секретар КП Мађарске од 1945. до 1956. и премијер НР Мађарске од 1952. до 1953. године.

## Биографија
Рођен је као Маћаш Розенфелд 9. марта 1892. у месту Ада, тадашња Аустроугарска. Био је шести син јеврејског трговца. Служио је у аустроугарској војсци када је избио Први светски рат, те је био заробљен на Источном фронту.
После се вратио кући и 1919. учествовао у комунистичкој влади премијера Беле Куна. Након гушења револуције, отишао је у Совјетски Савез, и вратио се у Мађарску 1924. године. У земљи је био затворен, те пуштен у СССР 1940. године да би у Мађарску донио револуционарне заставе које су руски војници заробили код Вилагоша 1849. године. У Совјетском Савезу је био секретар Коминтерне. У Мађарску се вратио 30. јануара 1945. године, са снагама Црвене армије.
Након ослобођења Мађарске 1945. године, постао је генерални секретар КП Мађарске. Године 1948, принудио је социјалдемократе да се споје с комунистима, чиме је формирана Мађарска радничка народна партија. До 1949. је укинуо опозицију, чиме је Мађарска постала једнопартијска држава. Често се описивао као Стаљинов најбољи мађарски ученик. Развио је снажан култ личности. Сковао је термин „тактике саламе“, јер се противника решавао кришку по кришку. Током његове владавине, ухапшен је, затваран и убијен већи број стварних и потенцијалних непријатеља нове власти.
Августа 1952. године, постао је мађарски премијер, али је убрзо морао дати оставку. На његово мјесто дошао је Имре Нађ, којег је он касније нападао због десних скретања.
Мађарска влада је после рата морала платити око 300 милиона долара репарација које су примили СССР, Чехословачка и Југославија. Нису добили новац које је предвиђао Маршалов план, а репарације су износиле „између 19 и 22% БДП-а“. Године 1946, биле су забележене највише стопе хиперинфлације у историји државе.
У јуну 1956. године, Ракоши је био смењен је са места главног секретара Мађарске рандичке народне партије, а заменио га је Ерне Гере. Године 1956. преселио се у СССР, наводно због здравствене неге. Остатак живота провео је у Киргистану. Године 1970, добио је дозволу за повратак кући, али није смео да буде политички активан. Одбио је понуду и убрзо умро у Горком 1971. године. Тело му је враћено кући и сахрањено у Будимпешти.